# Benjamin Collins Brodie
Sir Benjamin Collins Brodie, primer Baronet, PRS (9 de junio de 1783 - 21 de octubre de 1862) fue un fisiólogo y cirujano inglés, famoso por su investigación pionera sobre enfermedades óseas y articulares, por las que recibió la medalla Copley.

## Biografía

Escudo de armas de Señor Benjamin Brodie

Brodie nació en Winterslow, Wiltshire. Estudió bajo la dirección de su padre, el reverendo Peter Bellinger Brodie y escogió la medicina como su profesión. Se trasladó a Londres en 1801 y asistió a las clases de John Abernethy y la Escuela Charterhouse. Dos años más tarde fue alumno de Everard Home en el hospital de Saint George, y en 1808 fue nombrado cirujano de ayudante de aquel hospital,en el que trabajaría más de treinta años. En 1810 fue elegido socio de la Sociedad Real, a la que mandaría varios artículos sobre sus investigaciones originales en fisiología.
Durante este periodo también rápidamente tuvo una lucrativa práctica privada y fue autor de artículos en revistas médicas y en la Sociedad Médica y Cirúrgica. Su trabajo más importante fue el tratado de 1818 Observaciones Patológicas y Quirúrgicas en las Enfermedades de las Articulaciones, en el que intenta localizar los principios de enfermedad en diferentes tejidos de las articulaciones dar valores al dolor. Este volumen llevó a la adopción por los cirujanos del periodo de medidas más conservadoras en el tratamiento de enfermedades articulares, con la consiguiente reducción en el número de amputaciones y el ahorro de muchos miembros y vidas. También escribió sobre enfermedades de los órganos urinarios y sobre afecciones nerviosas locales de carácter quirúrgico.
En 1854 publicó anónimamente un volumen de Investigaciones Psicológicas —ocho años más tarde, expandidas, revisadas y actualizadas bajo su nombre. Recibió muchos honores durante su carrera y atendió a la salud de la Familia Real, empezando con Jorge IV. Fue también sargento-cirujano de Guillermo IV y la reina Victoria y fue creado baronet en 1834. Ese mismo año, fue elegido miembro extranjero de la Real Academia de las Ciencias de Suecia. Fue un miembro correspondiente del Instituto de Francia desde 1844, miembro extranjero honorario de la Academia Estadounidense de las Artes y las Ciencias y Doctor en derecho civil de Oxford en 1855, presidente de la Sociedad Real en 1858 y posteriormente, el primer presidente del Consejo Médico General. En 1858 Henry Gray le dedicó su trabajo Anatomía de Gray.
Benjamin Collins Brodie murió de un tumor en el hombro en Broome Park, Surrey, a la edad de 79 años. Su trabajos completos, incluyendo autobiografía, fueron publicados en 1865 por el editor Charles Hawkins.
En 1816 Brodie se había casado Anne Sellon, hija de un famoso abogado, con la que tuvo varios hijos de los que tres sobrevivieron hasta la madurez. Su hijo mayor fue el químico de Oxford, Benjamin Collins Brodie, 2.º Baronet.